# Vlaamse Heraldische Raad

Wapen van de Raad

De Vlaamse Heraldische Raad is een instelling behorende tot de adviesraden van de Vlaamse regering.

## Ontstaan
De zorg van de Vlaamse Gemeenschap voor het heraldische erfgoed begon met de herziening van de gemeentewapens na de grote fusieoperatie van 1975. De herstructurering van de plaatselijke besturen verminderde het aantal gemeenten in Vlaanderen van 1124 (in 1963) tot 308 (in 1983). De toekenning en goedkeuring van gemeentelijke wapens die aan de nieuwe toestand beantwoordden, werd geregeld door het decreet van 28 januari 1977. Deze bepaalde dat elke gemeente verplicht is een eigen vlag en wapen te voeren.

## Doelstelling en activiteiten
De op 21 december 1978 opgerichte Commissie Heraldiek (een voorzitter en zes leden), vanaf 1984 'Vlaamse Heraldische Raad' en vanaf 2004 vijfde afdeling van de Koninklijke Commissie voor Monumenten en Landschappen, met behoud van de naam 'Vlaamse Heraldische Raad' verleende in eerste instantie advies aan de Vlaamse regering over het bepalen van de gemeentelijke wapens en vlaggen. Tussen mei 1978 en februari 1982 verschenen 63 koninklijke besluiten tot bekrachtiging van gemeenteraadsbesluiten inzake vlaggen en wapens. Vanaf 1983 werden de bevoegdheden hierover volledig aan de Vlaamse regering overgedragen. Het nam 20 jaar in beslag alvorens dit werk volledig afgerond was.
Na 1995 boog de adviescommissie zich ook over de provinciewapens, op basis van een decreet van 21 december 1994 over de vaststelling van het wapen van de provincies en gemeenten.
Een volgende stap werd gezet door het verlenen van wapens aan privépersonen en -instellingen. Een decreet van 3 februari 1998 bepaalt de modaliteiten voor de vaststelling van het wapen van privé-personen en -instellingen. Vooreerst werden de procedures en criteria vastgelegd voor het verkrijgen van een officieel erkend wapen. Sindsdien wordt door de Raad een grondige studie besteed aan elke aanvraag, aan de motieven ervan en aan het voorgestelde ontwerp van wapen. Dergelijk wapen moet aan de regels van de heraldiek voldoen. Desgevallend verleent de Raad advies over de aan te brengen wijzigingen aan het ontwerp teneinde hieraan te voldoen. Tot 2012 werden circa 160 wapens aan particulieren toegekend.
Met een nieuw decreet werd de term 'instellingen' verruimd tot alle privaat- en publiekrechtelijke rechtspersonen, zoals besturen, instellingen en verenigingen. Ook voor de acht districten binnen de stad Antwerpen werd een wapen vastgesteld.
Elk jaar worden begin juli de nieuwe diploma's of wapenbrieven uitgereikt.

## Voorzitters van de Vlaamse Heraldische Raad
- 1984-2005: Ernest Warlop
- 1997-2005: Lieve Viaene-Awouters
- 2005-2014: André Vandewalle
- 2015-heden : Luc Duerloo